# 212-1-144
212-1-144 — типовий проєкт великопанельних двоповерхових дитячих садочків на 320 місць, розроблені інститутом КиївЗНДІЕП в 1973. Для ґрунтів, що просідають, було розроблено проєкт 212-1-145пв. В 1975 обидва проєкти були перероблені в каркасно-панельних конструкціях серії ИИ-04, отримавши назви 212-1-144/75 і 212-1-145пв/75. Будівлі за проєктом поширені в містах України.

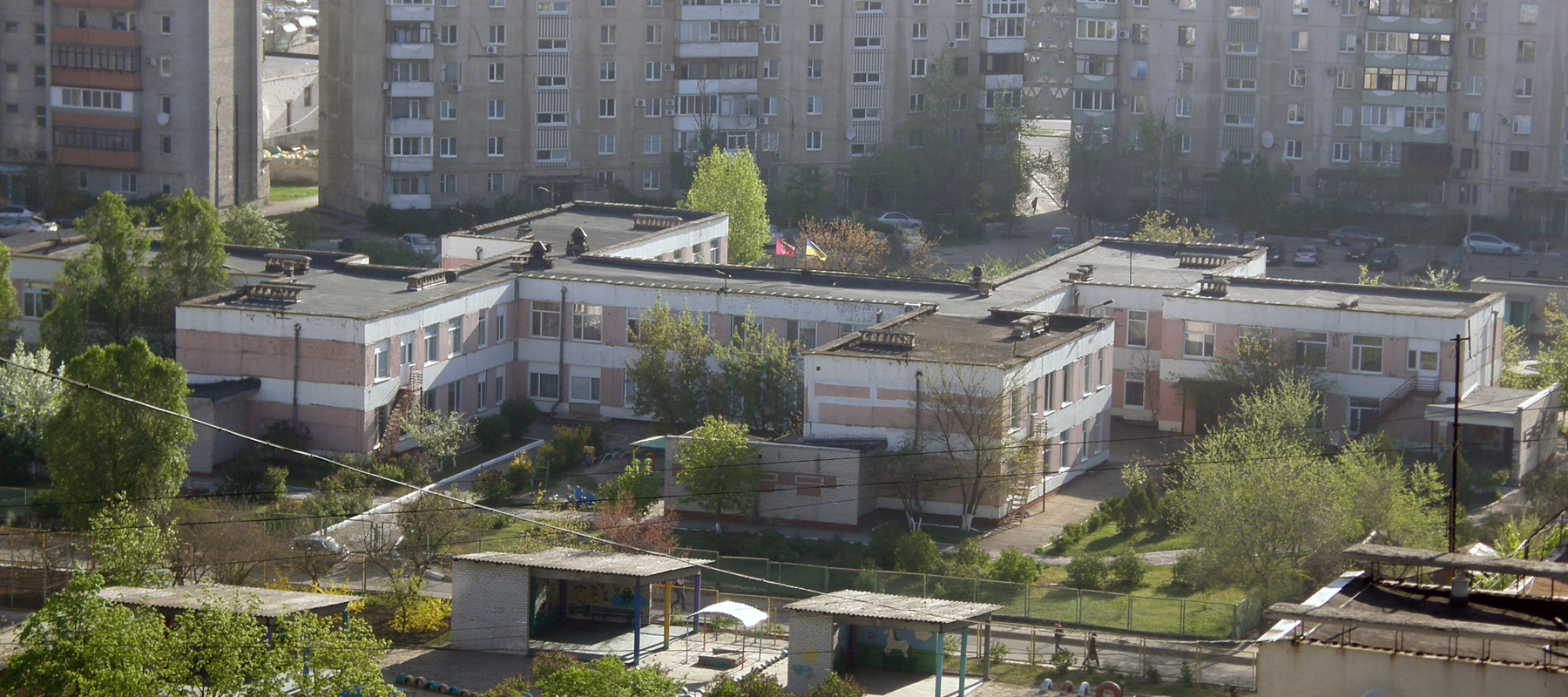
Запоріжжя, Південний масив, дитсадок № 293
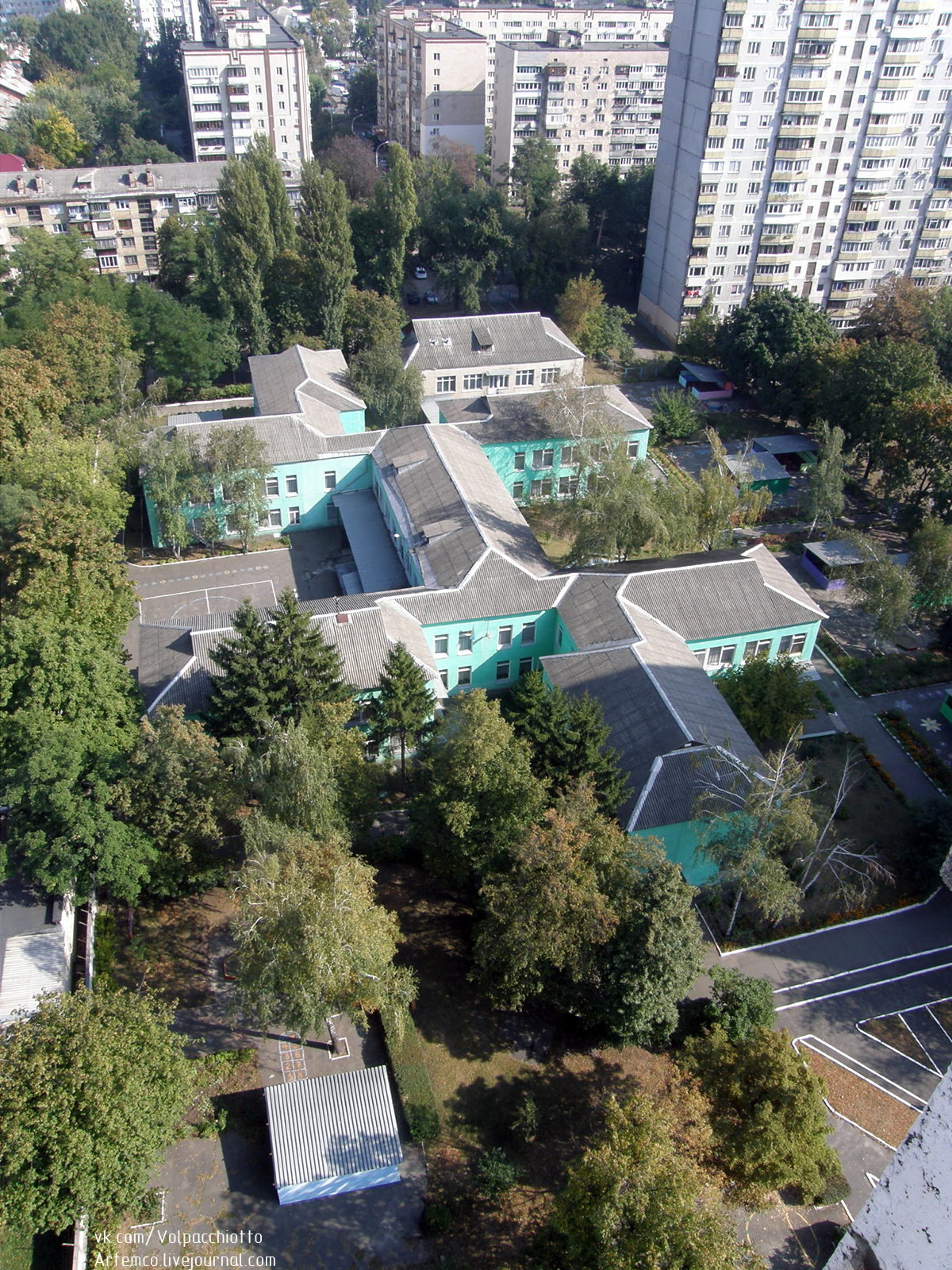
Київ, Нова Дарниця, дитсадок № 620
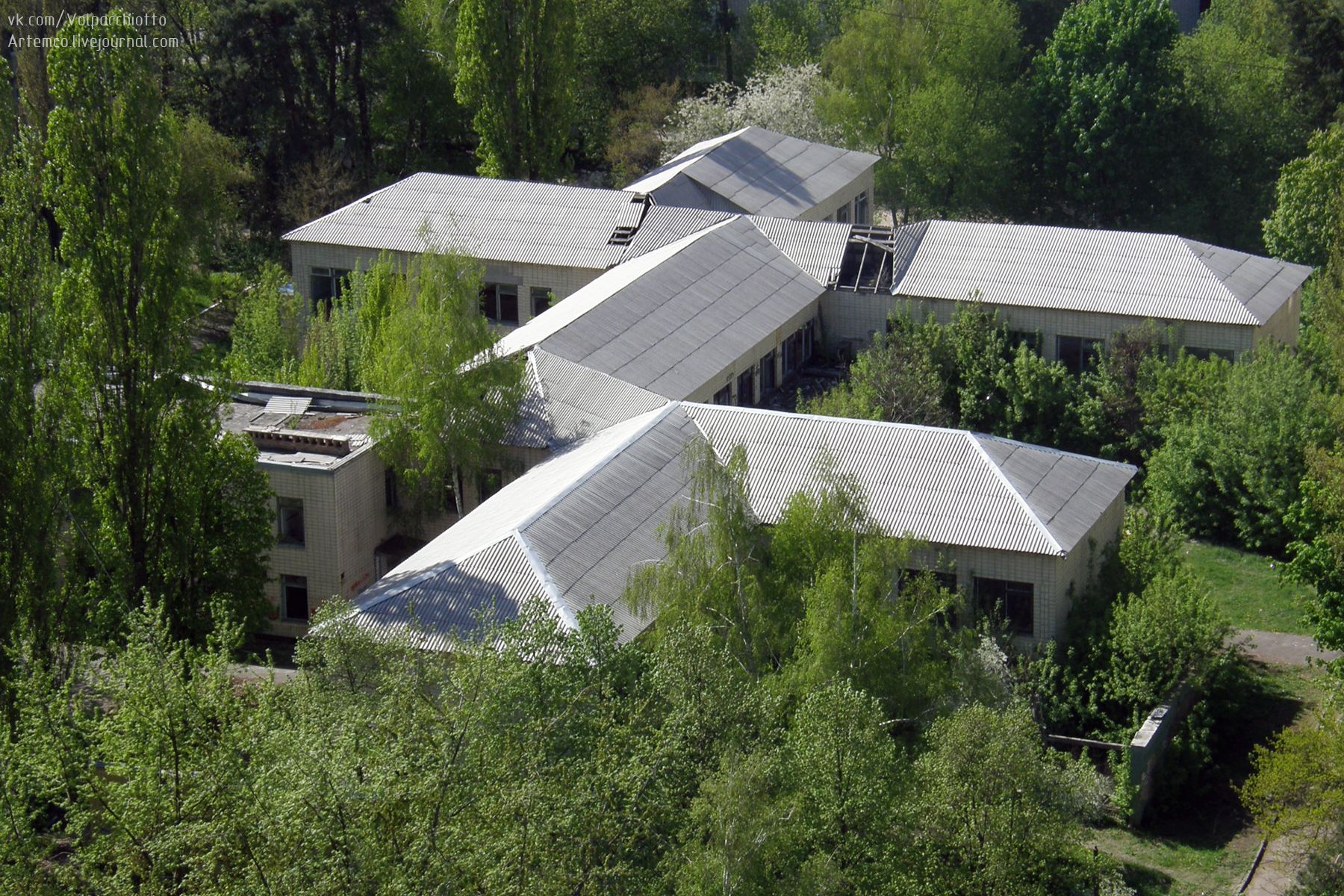
Київ, Рембаза, дитсадок № 652 до реконструкції — цегляний аналог проєкту